# Verdrag van Canfranc
Het Verdrag van Canfranc werd gesloten op 28 oktober 1288 te Canfranc in Aragón tussen Eduard I van Engeland en Alfons III van Aragón over de vrijlating van Karel II van Napels.

## Achtergrond
Na de Slag bij Benevento in 1266 kreeg Karel van Anjou van paus Clemens IV het koninkrijk Sicilië in leen. Peter III van Aragón, die getrouwd was met Constance, dochter van Manfred van Hohenstaufen, de vorige koning, vond dat hij aanspraak kon maken op het eiland. De spanningen cumuleerden in de Siciliaanse Vespers in 1282, waarna alle Fransen van het eiland werden verdreven en Peter III tot nieuwe koning werd uitgeroepen. Paus Martinus IV excommuniceerde Peter III en riep tegen hem een kruistocht uit. In een poging om Sicilië met schepen te heroveren werd Karel II van Napels, zoon van Karel van Anjou, door admiraal Rogier van Lauria tijdens de Slag in de Golf van Napels in 1284, gevangengenomen.

## Onderhandelingen
Peter III stierf in 1285 en werd opgevolgd door zijn zoon Alfons III van Aragón. Alfons III was op dat moment verloofd met Eleonora, de dochter van koning Eduard I van Engeland. Eduard I was bereid te onderhandelen. Alfons III eiste 50.000 mark over een periode van drie jaar te betalen, waarvan 30.000 onmiddellijk. Om zeker te zijn van het bedrag eiste Alfons III bovendien de oudste drie zonen van Karel II en 50 edelen uit de Provence als gijzelaar. Jacobus II van Aragón, de broer van Alfons III werd koning van Sicilië. Paus Nicolaas IV verzette zich tegen deze overeenkomst. Eduard I had er een erezaak van gemaakt om Karel II vrij te krijgen. Op 28 oktober 1288 kwamen beide partijen samen in het dorpje Canfranc. Het bedrag werd gereduceerd naar 30.000 mark en Eduard I bood zichzelf, met enkele trouwe edelen, aan als gijzelaar tot het bedrag was overgemaakt. In maart 1289 kwam iedereen vrij.

## Vervolg
Eenmaal vrij excommuniceerde paus Nicolaas IV Alfons III, ontsloeg Karel II van al zijn verplichtingen en kroonde hem tot koning van Sicilië.